# Островський Юрій Михайлович
Юрій Михайлович Островський (29 червня 1925, Мінськ — 31 грудня 1991) — білоруський біохімік. Академік АН БРСР (1986; член-кореспондент з 1977), доктор медичних наук (1965), професор (1966). Заслужений діяч науки БРСР (1978).

## Життєпис
Дитинство та юність Ю. М. Островського проходили в Мінську. У 1941 році закінчив середню школу. Під час нацистської окупації він був з родиною у Слонімі. Після звільнення міста в 1944 році був призваний до лав Червоної Армії. У 1945 році він вступив до Військово-медичної академії в Ленінграді, але в той же час його батька заарештували. Ю. М. Островського було виключено з курсантів академії; пізніше він вступив до Мінського медичного інституту, де брав активну участь у діяльности студентського наукового товариства та професійно займався біохімічною галуззю в медичній науці. У 1950 році закінчив Мінський медичний інститут.
З 1956 року працював асистент кафедри біохімії Вітебського медичного інституту, а з 1959 року — завідуваче кафедри Гродненського медичного інституту. З 1970 року був завідувачем відділу метаболічного регулювання АН БРСР, а з 1985 р. — директор Інституту біохімії АН БРСР.

## Наукова діяльність
Наукові праці в галузі вітамінної науки, регулювання обміну речовин та ряду областей клінічної біохімії (наркологія, онкологія). Створив оригінальну концепцію розвитку алкоголізму, яка надає перспективи лікування цієї хвороби. Він вивчав природу центрів і груп на молекулі білка і тіаміну, відповідальних за протеїдування вітаміну, сформулював основні положення, що виправдовують раціональне використання антивітамінів у медицині. Велика увагу приділяв створенню ферментативного лікування набряків очей.
Опублікував близько 500 наукових праць, у тому числі 9 монографій. Автор 15 винаходів.

## Нагороди
- Премія Національної академії наук Білорусі в 1995 році за цикл робіт з метаболізму тіаміну (посмертно).